# 九龍區專線小巴47線
九龍區專線小巴47線，由冠榮車行旗下亨運營辦，來往順利邨及翠屏（觀塘站），為來往四順、基督教聯合醫院的市民提供接駁鐵路服務。
運輸署資料指此路線屬循環線，折返點設於「翠屏（佳廉道）」；但此路線實際上是一條雙向線，來回程均不途經佳廉道。

## 歷史
本路線為四順和聯合醫院的人士提供來在翠屏和觀塘站的服務，是1993年10月29日運輸署公開招標10組共16條專線小巴新路線其中之一，於1994年12月1日投入服務。
由於本線途經多個塞車黑點，故容易出現脱班情況。
2019年4月14日，此路線增設AlipayHK易乘碼繳付車費服務。

## 服務時間及班次
- 由順利邨開出：06:15-23:00（12-15分鐘一班）
- 由翠屏（觀塘站）開出：06:15-23:00（12-15分鐘一班）

## 收費
- 全程收費：$5.5
  - 寶珮苑往返翠屏（觀塘站）：$3.2

| - 本線設有12歲以下小童及65歲或以上長者半價優惠。 - 65歲或以上香港居民使用「樂悠咭」，以及12歲以下合資格殘疾兒童使用「殘疾人士身份」個人八達通繳付車資，均可享有每程$2.0或半價（以較低者為準）的票價優惠；12至64歲合資格殘疾人士使用「殘疾人士身份」個人八達通（包括「樂悠咭」），以及60至64歲香港居民使用「樂悠咭」繳付車資，均可享有每程$2.0或全費（以較低者為準）的票價優惠。 - 65歲或以上長者如使用長者或一般個人八達通繳付車資，則只可享有半價優惠；12至64歲合資格殘疾人士如不使用「殘疾人士身份」個人八達通，以及60至64歲人士如不使用「樂悠咭」繳付車資，必須繳付全費。 - 乘客可以現金或八達通於上車時付款，不設找續。 |

## 行車路線
- 往翠屏（觀塘站）途經：利安道、新利街、順清街、順利邨道、順景街&、利安道&、順安道&、秀茂坪道&、協和街、翠屏道及福塘道

註：&當專線小巴於離開順清街時已滿座，可能改為直行順利邨道前往協和街而不入順安邨及順天邨。
- 往順利邨途經：福塘道、翠屏道、協和街、秀茂坪道、順安道及利安道

### 沿線車站
註：下表的「車站名稱」按鄰近地標或街道而定，並非小巴公司官方站名；而括號內的名稱則為乘客們普遍使用的站名。
| 順利邨開 | 順利邨開                 | 順利邨開             | 翠屏（觀塘站）開 | 翠屏（觀塘站）開         | 翠屏（觀塘站）開     |
| 序號     | 車站名稱                 | 位置                 | 序號             | 車站名稱                 | 位置                 |
| -------- | ------------------------ | -------------------- | ---------------- | ------------------------ | -------------------- |
| 1        | 順利邨（利明樓）小巴總站 | 利安道               | 1                | 翠屏（觀塘站）小巴總站   | 觀塘站公共運輸交匯處 |
| 2        | 順利診所                 | 順景街               | 2                | 翠屏（北）邨翠柏樓       | 翠屏道               |
| 3        | 順安邨安逸樓             | 利安道               | 3                | 觀塘（翠屏道）巴士總站   | 翠屏道               |
| 4        | 順天邨天韻樓             | 順安道               | 4                | 寶珮苑                   | 翠屏道               |
| 5        | 寧波第二中學             | 秀茂坪道             | 5                | 基督教聯合醫院           | 協和街               |
| 6        | 基督教聯合醫院           | 協和街               | 6                | 寧波第二中學             | 順安道               |
| 7        | 寶珮苑                   | 翠屏道               | 7                | 順天邨天韻樓             | 順安道               |
| 8        | 觀塘（翠屏道）巴士總站   | 翠屏道               | 8                | 順天巴士總站             | 順安道               |
| 9        | 翠屏（北）邨翠梓樓       | 翠屏道               | 9                | 順安邨                   | 利安道               |
| 10       | 觀塘游泳池               | 翠屏道               | 10               | 順利邨利富樓             | 利安道               |
| 11       | 翠屏（觀塘站）小巴總站   | 觀塘站公共運輸交匯處 | 11               | 順利巴士總站             | 利安道               |
|          |                          |                      | 12               | 順利邨（利明樓）小巴總站 | 利安道               |